# Proterorhinus marmoratus
Proterorhinus marmoratus, Pallas, 1814, conosciuto comunemente come ghiozzo tozzo è un pesce di mare e di acque salmastre, appartenente alla famiglia dei Gobiidae.

## Distribuzione e habitat
È originario dei mari Nero, d'Azov e Caspio di cui risale per un breve tratto i principali fiumi tributari. Nel bacino del Mediterraneo si incontra solo in due fiumi che sfociano nel mar Egeo, l'Evros e lo Strymon, in territorio greco e turco.
Sembra che si trattenga soprattutto in mare o nelle acque salmastre dei delta ma che non penetri nelle acque del tutto dolci.

## Descrizione
Si tratta di un ghiozzo piuttosto tozzo, da cui il nome italiano, con testa grande ed occhi relativamente piccoli. Le narici anteriori sono portate da un tubulo a forma di tentacolo piuttosto sviluppato. I fianchi portano numerose fasce scuro oblique.
Misura fino a 12 cm.

## Tassonomia

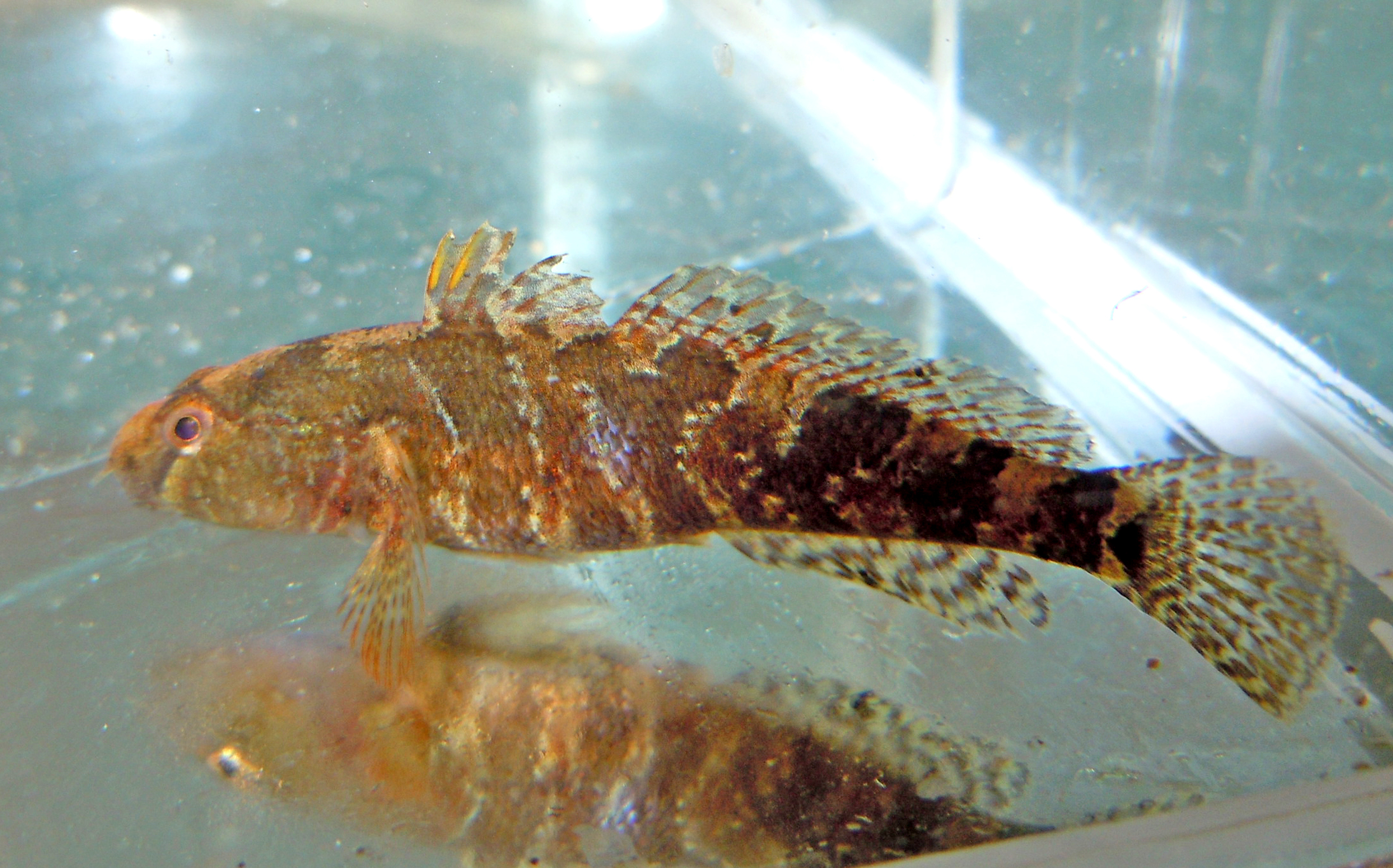
Esemplare di Proterorhinus marmoratus

Era anche classificato come Proterorhynus marmoratus con anche una sottospecie denominata Proterorhinus marmoratus nasalis., attualmente questi taxon non sono ritenuti più validi.